# سیارک ۱۸۲۲۸
سیارک ۱۸۲۲۸ (به انگلیسی: 18228 Hyperenor، نامگذاری:3163T-1) هجده هزار و دویست و بیست و هشتمین سیارک کشف شده‌است که در ۲۶ مارس ۱۹۷۱ کشف شد.
قدر مطلق سیارک برابر ۱۲٫۵۰ است.